# Tegernsee (meer)
De Tegernsee is een meer in de Landkreis Miesbach in de Duitse deelstaat Beieren, ongeveer 50 kilometer ten zuiden van München. Het meer met een oppervlakte van bijna 9 km² is onderdeel van de gemeente Tegernsee, maar ook de gemeenten Gmund am Tegernsee, Rottach-Egern, Kreuth, en Bad Wiessee grenzen aan het meer. De Tegernsee staat bekend als een populair en luxueus vakantieoord. Vooral Rottach-Egern is een dure plaats met luxe winkels en meerdere vijfsterrenhotels.
De Tegernsee wordt gevoed door de Weißach, en daarnaast door een aantal kleinere beekjes. Bij Gmund am Tegernsee stroomt de Mangfall het meer uit om bij Rosenheim, 58 kilometer verder, in de Inn uit te monden. Het meer is circa 18.000 jaar geleden tijdens de Weichsel-ijstijd, in Duitsland Würmijstijd genoemd, gevormd door de Tegernseegletsjer. Aan de zuidzijde van het meer liggen twee baaien, de Ringsee in het westen en de Egerner Bucht (achter het schiereiland Point) in het oosten. Nabij de Ringsee ligt ook het 1.940 m² grote eiland Ringseeinsel, dat een natuurgebied is. De hoogste berg rondom het meer is de Wallberg (1722 m) bij Rottach-Egern, die per kabelbaan bereikbaar is en veel gebruikt wordt voor parapente.
Het meer behoort tot de schoonste meren in Beieren, al in de jaren ’60 werd een rioleringsstelsel rond het meer aangelegd waarin naast afvalwater ook regenwater wordt opgevangen en afgevoerd naar een rioolwaterzuivering.
Opvallendste gebouw aan het meer is het voormalige benedictijnerklooster in het dorp Tegernsee, waarin de bierbrouwerij met Biergarten Herzogliches Bräustüberl Tegernsee gevestigd is. Na het vertrek van de laatste abt in 1803 was het klooster vanaf 1817 korte tijd de zomerresidentie van de Beierse koning Maximiliaan I. In het Gasthaus Zum Herzog von Bayern verbleven onder andere Alexander I van Rusland en Franz I van Oostenrijk. In de 19e en het begin van de 20e eeuw was de Tegernsee populair bij zowel aristocratie als geldadel. In het begin van de 20e eeuw verzamelde een deel van de Münchener culturele elite zich in Hotel Überfahrt in Rottach-Egern. In de nazitijd werd het meer bezocht door veel partijbonzen, waaraan het meer nog steeds de bijnaam  Lago di Bonzo dankt. Boven Rottach-Egern bevindt zich het Schloss Ringberg, in het bezit van de Max-Planck-Gesellschaft.